# Marisol (nome)
Marisol  è un nome proprio di persona spagnolo e catalano femminile.

## Origine e diffusione
Si tratta di un nome composto, formato dall'unione di Maria con Sol oppure con Soledad. Dal punto di vista fonetico ha pronuncia simile alla frase spagnola mar y sol ("mare e sole").

## Onomastico
Non vi sono sante con questo nome, che quindi è adespota. L'onomastico si può eventualmente festeggiare lo stesso giorno di Maria.

## Persone

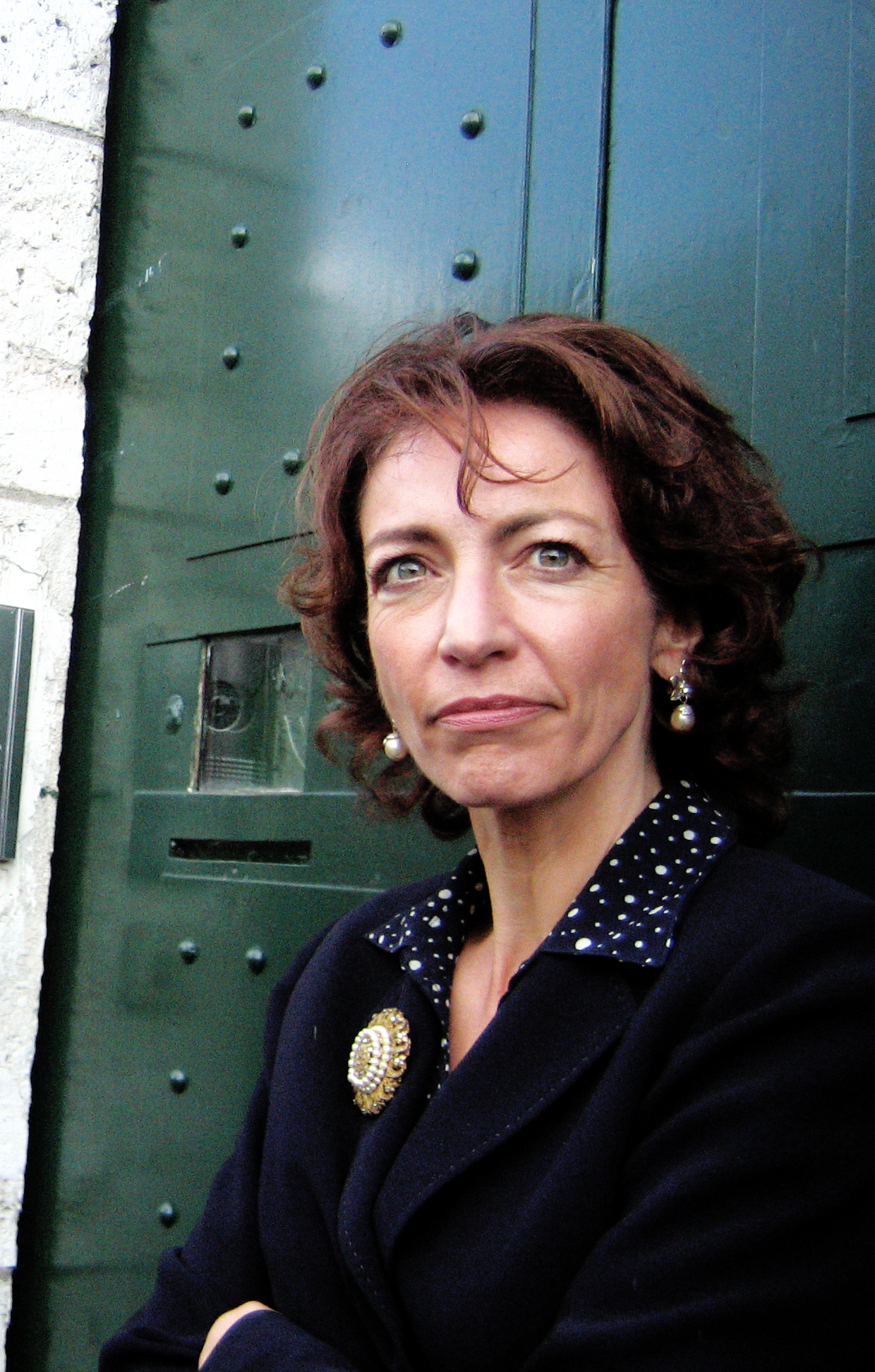
Marisol Touraine

- Marisol Alfonzo, modella venezuelana
- Marisol Ayuso, attrice spagnola
- Marisol Bizcocho, cantante spagnola
- Marisol Escobar, scultrice francese
- Marisol Malaret, modella portoricana
- Marisol Medina, calciatrice argentina
- Marisol Nichols, attrice statunitense
- Marisol Padilla Sánchez, attrice statunitense
- Marisol Touraine, politica francese

## Il nome nelle arti
- Marisol è un personaggio del film del 1964 Per un pugno di dollari, diretto da Sergio Leone.
- Marisol è un personaggio del film del 1980 Un sacco bello, diretto da Carlo Verdone.
- Marisol è un personaggio del film del 1987 Django 2 - Il grande ritorno, diretto da Nello Rossati.
- Marisol Duran è un personaggio del telefilm Cheetah Girls 2.
- Marisol Coxi è un personaggio della linea di bambole Monster High, figlia del Bigfoot sudamericano.